# Distretto di Ouled Antar
Il distretto di Ouled Antar è un distretto della Provincia di Médéa, in Algeria.

## Comuni
Il distretto di Ouled Antar comprende 3 comuni:
- Ouled Antar
- Boghar
- Ouled Hellal